# Hermann Schultes

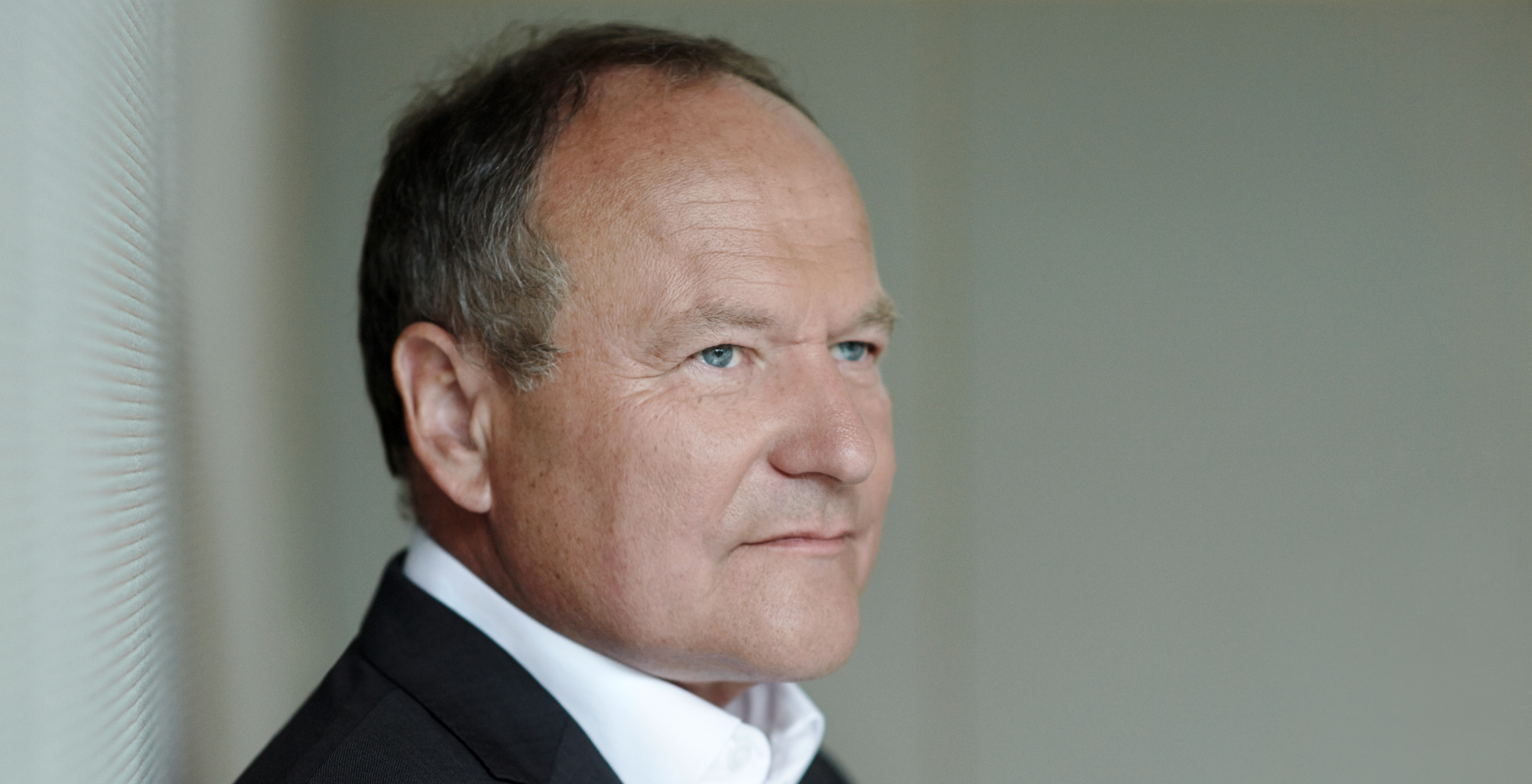
Hermann Schultes

Hermann Schultes (* 18. September 1953 in Wien) ist ein österreichischer Politiker der ÖVP. Er war von 2005 bis März 2019 Obmann des Niederösterreichischen Bauernbunds und bis Dezember 2018 Präsident der Niederösterreichischen Landwirtschaftskammer. Von 2000 bis 2017 war er Abgeordneter zum Österreichischen Nationalrat. Von 2014 bis Mai 2018 war Hermann Schultes Präsident der Österreichischen Landwirtschaftskammer.

## Leben

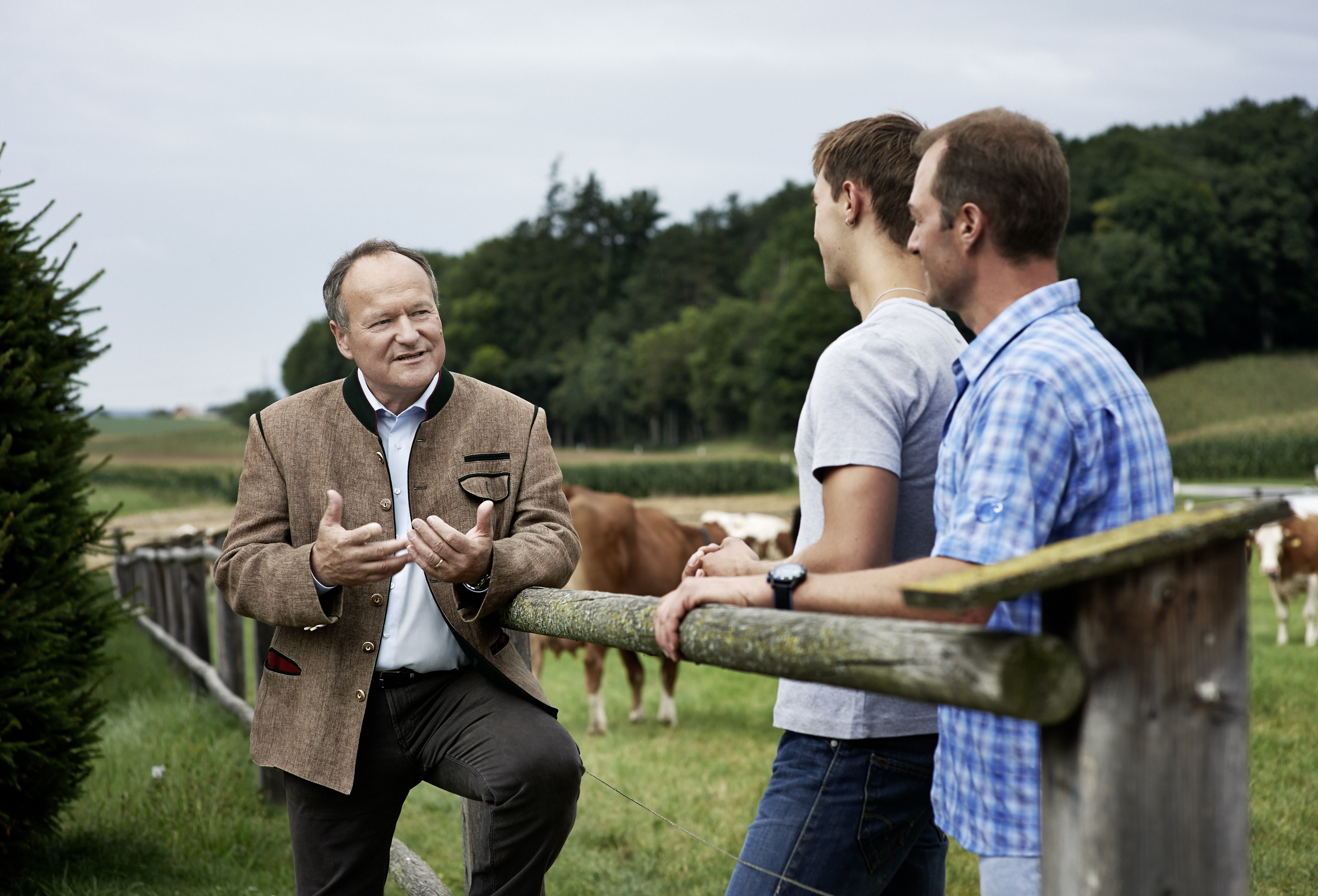

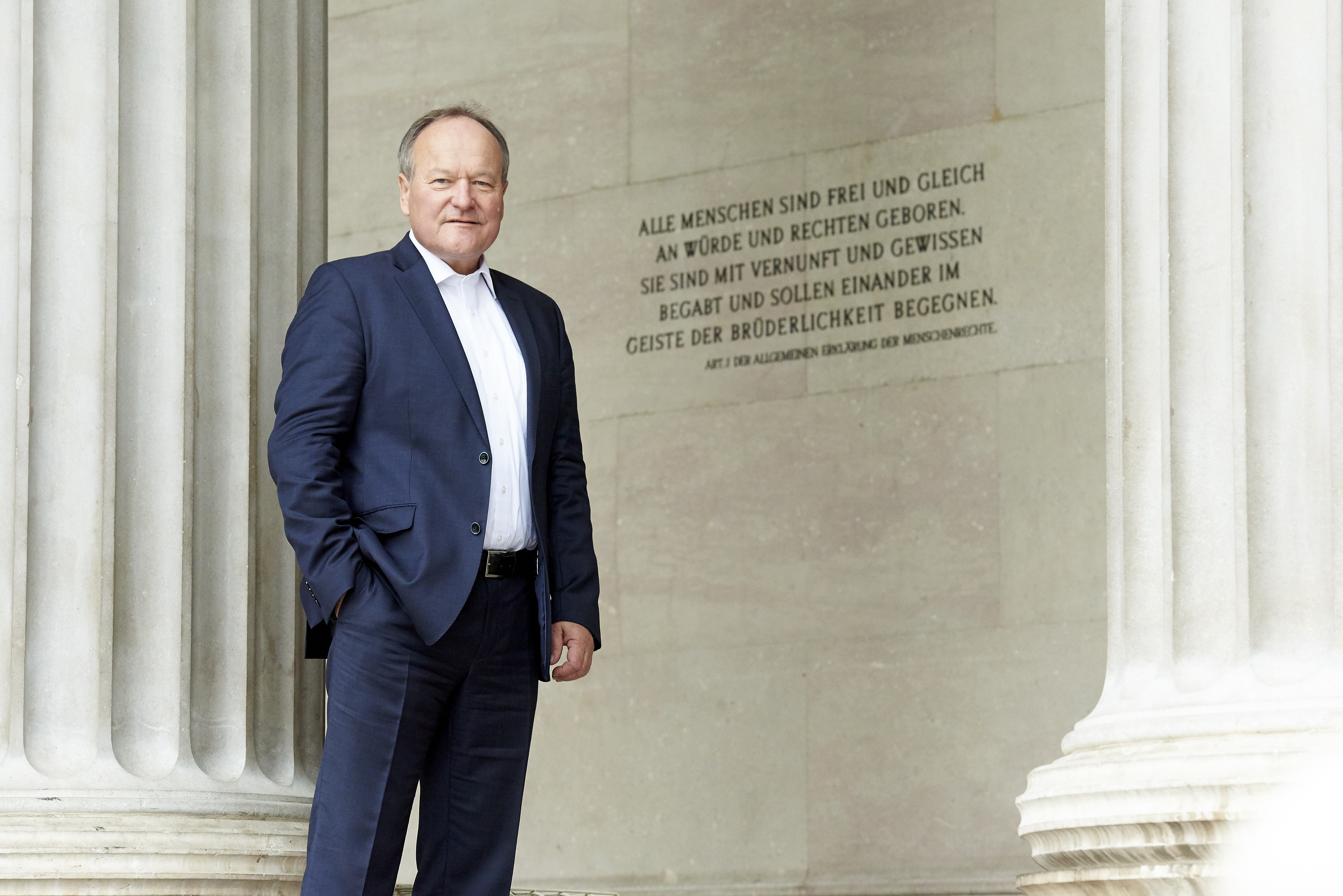

Hermann Schultes wuchs in einer Bauernfamilie in Zwerndorf an der March auf. Er ist verheiratet, Vater von drei Kindern und mehrfacher Großvater. Er absolvierte die Höhere landwirtschaftliche Bundeslehranstalt Francisco Josephinum in Wieselburg, wo er 1972 mit Auszeichnung maturierte. Seit 1972 ist er Bauer auf seinem Ackerbaubetrieb in Zwerndorf.
Sein politisches Engagement begann mit der Thematik der Besetzung der Hainburger Au 1984. Er gründete 1987 den Distelverein und schuf in 10 Jahren mit tausenden Bauern, Wissenschaftlern und Naturinteressierten die Grundlagen für das heutige ÖPUL, das Umweltprogramm der Landwirtschaft.
Ab dem EU-Beitritt 1995 bis zum Jahr 2000 war er Landeskammerrat in der NÖ Landeslandwirtschaftskammer mit dem Aufgabengebiet Landwirtschaft, Naturschutz und Ökologie und vertrat die Interessen Österreichs in diversen Arbeitsgruppen der EU. Im September 2000 folgte er Rudolf Schwarzböck, dem Präsidenten der Landwirtschaftskammer Österreich, in den Nationalrat nach. 2001 bis 2005 war Hermann Schultes als Präsident der Rübenbauernaktiv und wurde bei den Nationalratswahlen im November 2002 im Wahlkreis Weinviertel als Nationalratsabgeordneter von den Wählern bestätigt.
2005 wurde er mit über 90 % sowohl zum Präsidenten der Niederösterreichischen Landwirtschaftskammer als auch zum Obmann des Niederösterreichischen Bauernbundes gewählt.
Bei den Nationalratswahlen 2006 wurde Hermann Schultes im Wahlkreis Weinviertel neuerlich direkt, mit insgesamt 9.038 Vorzugsstimmen, als Nationalratsabgeordneter ins Österreichische Parlament gewählt. Das beste Ergebnis aller zur Wahl stehenden Kandidaten.
Bei den vorgezogenen Nationalratswahlen 2008 wurde Hermann Schultes mit insgesamt 9.433 Vorzugsstimmen aus seinem Wahlkreis ins Österreichische Parlament gewählt. Das beste Vorzugsstimmenergebnis im Wahlkreis Weinviertel – Österreichweit bedeutet dieses Vorzugsstimmenwahlergebnis, Platz 2 im Vergleich zu allen in Österreich bei den Nationalratswahlen 2008
angetretenen ÖVP-Kandidaten auf Wahlkreisebene. Im Jänner 2013 wurde Hermann Schultes der Berufstitel Ökonomierat verliehen.
Bei den Nationalratswahlen 2013 konnte Hermann Schultes 10.138 Vorzugsstimmen erreichen und mit seinem bisher besten Ergebnis an persönlichen Wählerstimmen, direkt in den Nationalrat einziehen.
Im Februar 2014 wurde Hermann Schultes zum Präsident der Landwirtschaftskammer Österreich gewählt und im März 2015 als Präsident der Niederösterreichischen Landwirtschaftskammer mit rund 84 % wiedergewählt. Am 5. Februar 2018 wurde Josef Moosbrugger zum Nachfolger von Hermann Schultes als Präsident der österreichischen Landwirtschaftskammer nominiert, die Wahl fand am 15. Mai 2018 statt.
Im Dezember 2018 folgte Johannes Schmuckenschlager Schultes als Präsident der Landwirtschaftskammer Niederösterreich nach, im März 2019 übernahm Stephan Pernkopf von Schultes die Obmannschaft des Niederösterreichischen Bauernbundes.

## Funktionen und Ämter
- Abgeordneter zum Nationalrat (2000–2017)
- Präsident der niederösterreichischen Landwirtschaftskammer (2005–2018)
- Präsident der Landwirtschaftskammer Österreich (2014–2018)
- Obmann des Niederösterreichischen Bauernbundes (2005–2019)
- Umweltsprecher der ÖVP-Parlamentsfraktion (2008–2013)
- Klimaschutzsprecher der ÖVP (2007–2013)
- Vizepräsident des österreichischen Bauernbundes (2005–2009)
- Präsident der Vereinigung "Die Rübenbauern" (2001–2005)
- Landeskammerrat der NÖ Landes-Landwirtschaftskammer (1995–2000)
- Gründungsobmann des Distelvereins (1987–1996)
- Mitglied im genossenschaftlichen Beirat der BayWa AG (2009–2012)[5]

## Auszeichnungen (Auszug)
- 2001: Goldenes Verdienstzeichen der Republik Österreich
- 2013: Goldenes Komturkreuz des Ehrenzeichens für Verdienste um das Bundesland Niederösterreich
- 2017: Aufnahme in die Bruderschaft von Santa Maria dell’Anima ("Animabruderschaft")
- 2018: Großes Silbernes Ehrenzeichen mit dem Stern für Verdienste um die Republik Österreich[6]